# Philippe Bär
Philippe Bär, właśc. Ronald Philippe Bär, OSB (ur. 29 lipca 1928 w Manado, zm. 8 marca 2025 w Bredzie) – holenderski duchowny katolicki, biskup rotterdamski i ordynariusz wojskowy Holandii.

## Życiorys
Urodził się w 1928 r., w Manado, na terenie Indii Holenderskich, w rodzinie kalwińskiej. Podczas II wojny światowej został oddzielony od rodziców przez Japończyków i internowany w obozie dla chłopców.
Po wojnie przeniósł się z rodzicami do Holandii, gdzie rozpoczął studia z teologii protestanckiej na Uniwersytecie w Utrechcie. Wstąpił następnie do Kościoła Starokatolickiego i studiował w seminarium w Amersfoort. Poznał tam przyszłego abpa starokatolickiego Utrechtu, Antoniusa Jana Glazemakera.
Wkrótce potem przeszedł do Kościoła katolickiego i w 1954 r. wstąpił do zakonu benedyktynów. Przyjął imię zakonne Philippe. Święcenia kapłańskie otrzymał 26 czerwca 1959 r. Pracował następnie przez kilka lat jako kapelan w wojsku holenderskim.
15 stycznia 1982 r. został prekonizowany biskupem pomocniczym diecezji rotterdamskiej ze stolicą biskupią w Leges. 22 listopada 1982 r. został ordynariuszem wojskowym Holandii, a następnie 19 października 1983 r. ordynariuszem rotterdamskim. Funkcję tę sprawował do swojej rezygnacji, która miała miejsce 13 marca 1993 r.

## Podejrzenia o przypadki molestowania
Biskup był podejrzewany o seksualne wykorzystywanie seminarzystów. W jego sprawie doszło do przedawnienia i nie zostało wszczęte postępowanie sądowe.